# 함안역
함안역(Haman station, 咸安驛)은 경상남도 함안군 함안면 괴산리에 위치한 경전선의 철도역이다. ITX-새마을, 무궁화호가 정차하며, 2007년 5월 31일까지 서울-진주 간 새마을호 열차가 정차한 역이었다. 원래는 이역에 KTX가 정차하였으나 수요 저조로 인해 2015년 4월 2일부터 KTX가 서지 않게 되었다. 1923년 개역 이래 줄곧 가야읍(가야12길 12)에 역사가 있었으나, 복선 전철화 및 선로 이설 공사가 완료된 2012년 10월 23일 함안면으로 이전하였다. 인근에 함안시외버스터미널이 있다. 

## 역사
- 1923년 12월 1일 :  함안군 가야읍 말산리에서 보통역으로 영업 개시[2]
- 1965년 2월 28일 : 구 역사 신축 준공
- 1994년 1월 1일 : 소화물 취급 중지[3]
- 1999년 1월 1일 : 화물 취급 개시
- 2007년 5월 31일 : 시간표 개정과 함께 새마을호 운행 구간을 마산역으로 단축
- 2009년 10월 31일 : 화물 취급 중지[4]
- 2012년 10월 23일 : 복선 전철화로 이설과 함께 함안면 괴산리로 이전
- 2012년 12월 5일 : 복선 전철화 개통과 함께 KTX 운행개시 및 새마을호 운행재개
- 2014년 6월 1일 : ITX-새마을 운행 개시
- 2015년 4월 2일 : KTX 운행 폐지

## 역 구조
승강장은 2면 4선의 쌍섬식 승강장으로 운영된다. 

### 승강장
| ↑ 중리          |
| １２ \| ３４ \| |
| 군북 ↓          |

| 1 | 경전선 | ITX-새마을·무궁화호 | 사용하지 않음                                    |
| 2 | 경전선 | ITX-새마을·무궁화호 | 부전 · 동대구 · 서울 · 마산 · 창원 방면          |
| 3 | 경전선 | ITX-새마을·무궁화호 | 목포 · 광주송정 · 순천 · 진주 · 하동 · 나주 방면 |
| 4 | 경전선 | ITX-새마을·무궁화호 | 사용하지 않음                                    |

## 사진

승강장
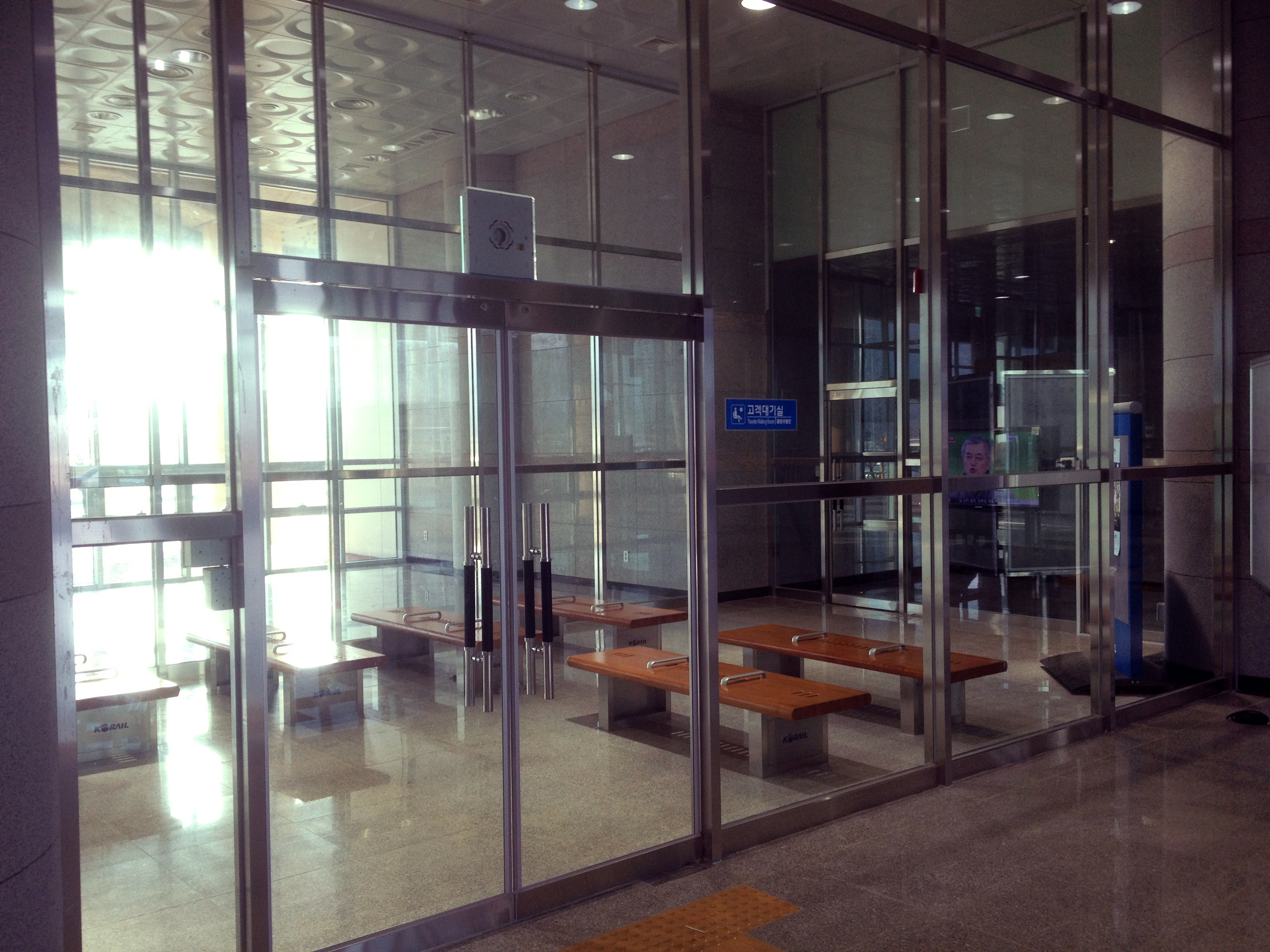
대합실
개찰구
매표소
1번출입구
2번출입구
3번출입구
4번출입구
폴사인
역사 (광장반대측)
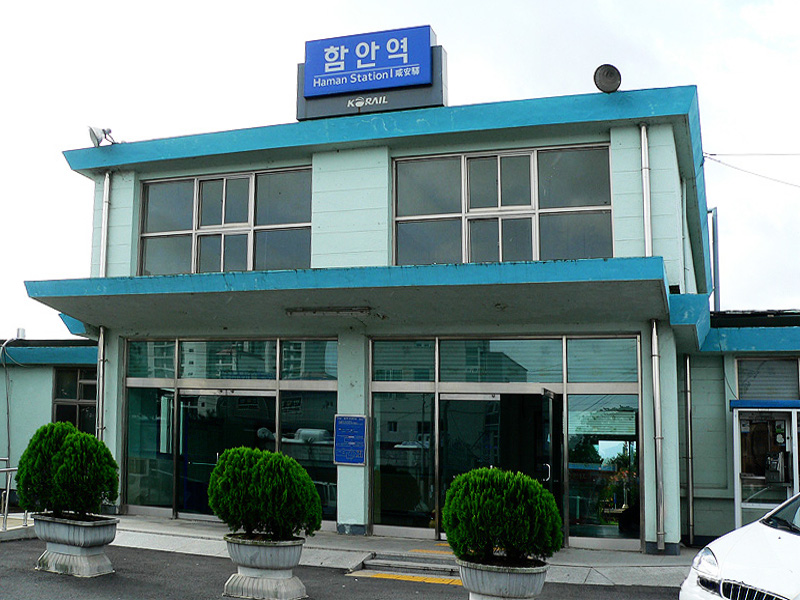
구 역사 (광장측)
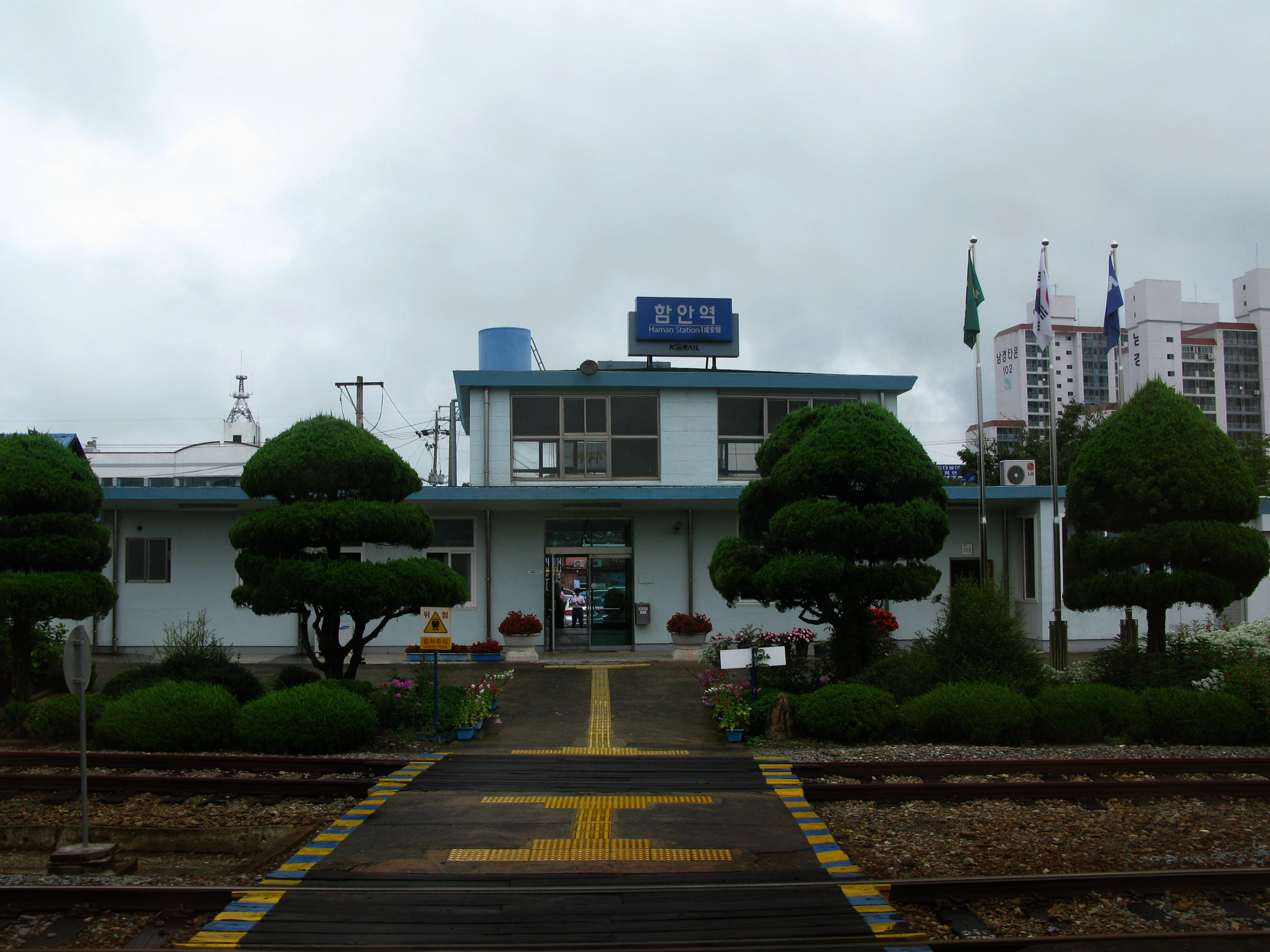
구 역사 (선로측)

## 인접한 역
| 경전본선                   | 경전본선          | 경전본선                 |
| -------------------------- | ----------------- | ------------------------ |
| 마산 서울 방면             | ITX-새마을 경전선 | 진주 방면                |
| 중리 부전 방면 동대구 방면 | 무궁화호 경전선   | 군북 목포 방면 진주 방면 |